# Le Fidèle
Le Fidèle, ook bekend onder de Engelstalige titel Racer and the Jailbird, is een Belgisch-Frans-Nederlandse misdaadfilm uit 2017 die geregisseerd werd door Michaël R. Roskam. De hoofdrollen worden vertolkt door Matthias Schoenaerts en Adèle Exarchopoulos. 

## Verhaal
Gino "Gigi" Vanoirbeek is een Brusselse gangster die verliefd wordt op de rijke autocoureur Bénédicte "Bibi" Delhany. Hij draagt een duister geheim mee dat hij steeds minder goed verborgen kan houden en hun liefde zwaar op de proef stelt.

## Rolverdeling
| Acteur                | Personage                |
| --------------------- | ------------------------ |
| Matthias Schoenaerts  | Gino "Gigi" Vanoirbeek   |
| Adèle Exarchopoulos   | Bénédicte "Bibi" Delhany |
| Éric De Staercke      | Freddy Delhany           |
| Jean-Benoît Ugeux     | Serge Flamand            |
| Nabil Missoumi        | Younes Boukhris          |
| Thomas Coumans        | Bernard 'Nardo' Delhany  |
| Nathalie Van Tongelen | Sandra / Géraldine       |
| Kerem Can             | Benze                    |
| Sam Louwyck           | Gevangenisdirecteur      |
| Fabien Magry          | Eric Lejeune             |
| Gianni La Rocca       | Mike                     |
| Anaëlle Potdevin      | Stéphanie                |
| Stefaan Degand        | Bankdirecteur            |

## Productie
In december 2012 raakte bekend dat regisseur Michaël R. Roskam het misdaadverhaal Le fidèle, dat toen nog bekend was onder de Engelstalige titel The Faithful, aan het schrijven was en zou verfilmen met Matthias Schoenaerts als hoofdrolspeler. In december 2013 werd de Franse filmmaker Thomas Bidegain ingeschakeld om mee aan het script te werken. Bidegain had eerder al het scenario geschreven voor De rouille et d'os (2012), waarin Schoenaerts een hoofdrol vertolkte. Ook scenarist Noé Debré, met wie Bidegain regelmatig samenwerkt, schreef mee aan het script van Le fidèle.
In september 2015 werd de Franse actrice Adèle Exarchopoulos gecast als het hoofdpersonage Bibi Delhany. De opnames gingen op 25 april 2016 van start en eindigden midden juli 2016. Er werden verschillende scènes opgenomen op locatie in Brussel. Zo werd er onder meer gefilmd aan het Poelaertplein.
De film ging op 7 september 2017 in première op het internationaal filmfestival van Toronto en werd ook geselecteerd voor het filmfestival van Venetië.

## Inzending Oscars
De film werd geselecteerd als Belgische inzending voor de beste niet-Engelstalige film voor de 90ste Oscaruitreiking maar niet genomineerd.

## Trivia
Het eindshot is een knipoog naar C'était un rendez-vous, een kortfilm van Claude Lelouch.

## Prijzen en nominaties
De belangrijkste:
| Jaar | Prijs              | Categorie                  | Genomineerde(n)      | Uitslag     |
| ---- | ------------------ | -------------------------- | -------------------- | ----------- |
| 2018 | Magritte du cinéma | Beste acteur               | Matthias Schoenaerts | Genomineerd |
| 2018 | Magritte du cinéma | Beste Vlaamse film         | Michaël R. Roskam    | Genomineerd |
| 2018 | Magritte du cinéma | Beste montage              | Alain Dessauvage     | Genomineerd |
| 2018 | Magritte du cinéma | Beste filmmuziek           | Raf Keunen           | Genomineerd |
| 2018 | Magritte du cinéma | Beste acteur in een bijrol | Jean-Benoît Ugeux    | Gewonnen    |